# Vivek Maddala
Vivek Maddale (n. 17 august 1973, Gainesville, Florida, SUA) este un compozitor american de origine indiană. A realizat coloana sonoră pentru filme ca: Highway⁠(d), Kaboom⁠(d) și American Revolutionary: The Evolution of Grace Lee Boggs⁠(d).